# Kolland & Overlangbroek
Kolland & Overlangbroek este o arie protejată (arie specială de conservare — SAC, sit de importanță comunitară — SCI) din Țările de Jos întinsă pe o suprafață de 107 ha, integral pe uscat.

## Localizare
Centrul sitului Kolland & Overlangbroek este situat la coordonatele 51°59′43″N 5°25′34″E / 51.9954°N 5.4262°E.

## Înființare
Situl Kolland & Overlangbroek a fost declarat sit de importanță comunitară în august 2002 pentru a proteja un număr necunoscut de specii din flora spontană și fauna sălbatică aflate în arealul zonei. Situl a fost protejat și ca arie specială de conservare în iulie 2015.

## Biodiversitate
Situată în ecoregiunea atlantică, aria protejată conține 1 habitat natural: Păduri aluvionare cu Alnus glutinosa și Fraxinus excelsior (Alno-Padion, Alnion incanae, Salicion albae).
La baza desemnării sitului se află un număr nedeclarat de specii protejate.